# North Preston
North Preston ist ein Ort mit dem Status eines gemeindefreien Gebiets (Unincorporated Area) in der Regional Municipality Halifax in Nova Scotia, Kanada. North Preston hat etwa 3700 Einwohner, die meisten von ihnen Afrokanadier. In North Preston befindet sich die älteste und größte Afrokanadier-Gemeinde in Kanada.
North Preston verfügt über eine Grundschule (Nelson Whynder Elementary School) und Tageseinrichtungen zur Kinderbetreuung. Die Freiwillige Feuerwehr North Preston sorgt für den Brandschutz und die allgemeine Hilfe.

## Persönlichkeiten
- Custio Clayton (* 1987), Boxer
- Kirk Johnson (* 1972), Boxer